# Орява
Оря́ва — село в Україні, у Стрийському районі Львівської області.
Населення становить 633 особи.
Орган місцевого самоврядування — Козівська сільська рада.

## Географія
Поселення розташоване між горами Довжки і Дзвенів. На горі Дзвенів розташований гірськолижний курорт Орявчик-Звенів.
Село розташоване в межах Карпатських Бескидів на межі Національного парку «Сколівські Бескиди».

## Інфраструктура

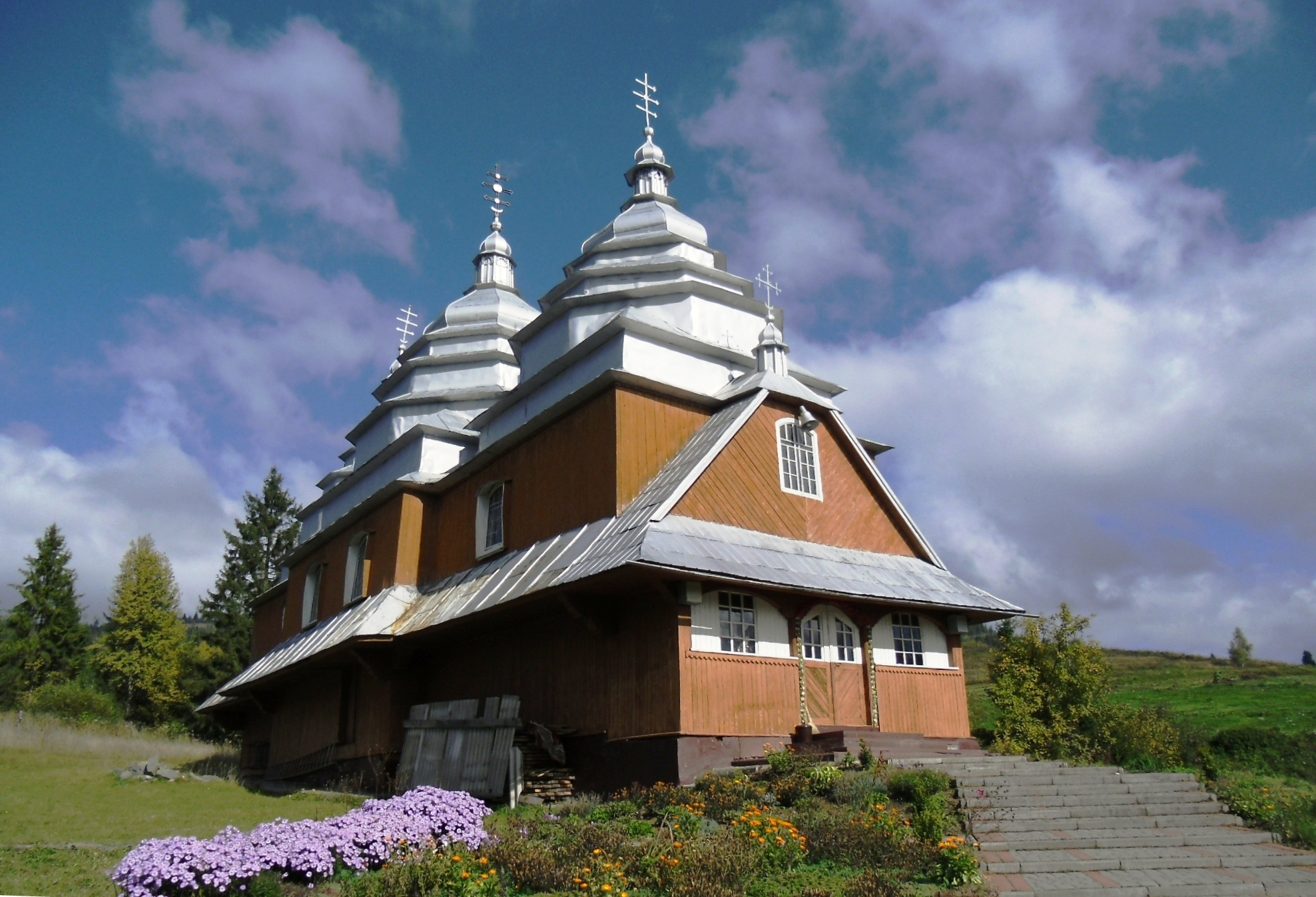
Дерев'яна церква в селі

Є дев'ятирічна школа, лікарня, аптека, греко-католицька церква, капличка, будинок «Просвіти». В селі є магазин.
З однієї сторони село перетинається міжнародною трасою Е 471, що веде через Нижні Ворота і Закарпатську область до пропускних пунктів Словаччини та Угорщини. З іншої сторони без різкої межі переходить у село Погар. Є плани об'єднання села через сусідні Криве, Довжки, Задільсько з курортними центрами в Тисовці й Орявчику в єдине туристичне кільце.

## Населення
Згідно з переписом УРСР 1989 року чисельність наявного населення села становила 691 особа, з яких 329 чоловіків та 362 жінки.
За переписом населення України 2001 року в селі мешкали 633 особи.

### Мова
Розподіл населення за рідною мовою за даними перепису 2001 року:
| Мова       | Відсоток |
| ---------- | -------- |
| українська | 99,53 %  |
| білоруська | 0,16 %   |
| польська   | 0,16 %   |
| російська  | 0,16 %   |

## Відомі особистості
В поселенні народилися:
- Данькевич Лука (1791—1867) — український письменник, байкар, священик, громадський діяч;
- Меклиш Петро Матвійович (1968) — український художник.